# Moja kuzynka Rachela (film 1952)
Moja kuzynka Rachela (ang. My Cousin Rachel) – amerykański dreszczowiec z 1952 roku w reżyserii Henry’ego Kostera. Scenariusz do filmu został oparty na podstawie powieści Daphne du Maurier.

## Fabuła
Kiedy Philip Ashley (Richard Burton) dowiaduje się o śmierci swojego bogatego kuzyna Ambrose, jest przekonany, że został on zamordowany dla ogromnego spadku przez jego nową żonę Rachel (Olivia de Havilland). Philip postanawia udać się do Włoch, gdzie Ambrose przebywał przez ostatnie miesiące życia, aby poznać wdowę po kuzynie. Do spotkania nie dochodzi, ponieważ Rachela wyjechała z kraju. Dowiaduje się jednak, że Ambose cały swój majątek zapisał właśnie jemu. Kiedy kilka miesięcy później Philip poznaje wdowę, zakochuje się w niej i wierzy, że jego podejrzenia co do niej były bezpodstawne...

## Obsada
- Olivia de Havilland jako Rachel Sangalletti Ashley
- Richard Burton jako Philip Ashley
- Audrey Dalton jako Louise Kendall
- Ronald Squire jako Nicholas 'Nick' Kendall
- George Dolenz jako Guido Rainaldi
- John Sutton jako Ambrose Ashley
- Tudor Owen jako Seecombe
- J.M. Kerrigan jako Reverend Pascoe
- Margaret Brewster jako pani Pascoe
- Alma Lawton jako Mary Pascoe
- Ola Lorraine jako córka Pascoe
- Kathleen Mason jako córka Pascoe
- Earl Robie jako Philip w wieku 5 lat

## Nagrody i nominacje
Nagroda Akademii Filmowej
- Najlepszy aktor drugoplanowy – Richard Burton (nominacja)
- Najlepsze zdjęcia - filmy czarno-białe – Joseph LaShelle (nominacja)
- Najlepsza scenografia i dekoracja wnętrz - filmy czarno-białe – Lyle Wheeler, John DeCuir, Walter M. Scott (nominacja)
- Najlepsze kostiumy - filmy czarno-białe – Charles LeMaire, Dorothy Jeakins (nominacja)

Złote Globy
- Najlepszy męski debiut – Richard Burton
- Najlepsza aktorka w filmie dramatycznym – Olivia de Havilland (nominacja)